# Diolenius varicus
Diolenius varicus là một loài nhện trong họ Salticidae.
Loài này thuộc chi Diolenius. Diolenius varicus được Gardzińska & Marek Żabka miêu tả năm 2006.